# 李彝昌
李彝昌（?—?），是唐朝末年党项族的首领，为李思谏的孙子，后梁开平二年（908年），李思谏卒，定难军军士立李彝昌为定难节度使留后，随后得到了朝廷的册命。开平三年（909年）二月，定难军军将高宗益暗杀了李彝昌。

## 身世
关于李彝昌的身世，史料记载颇有歧义，《宋史》认为他是李思恭的孙子，《新五代史》、《旧五代史》、《资治通鉴》、《册府元龟》、《东都事略》等认为他是李思谏的儿子。周伟洲和牛达生均认为夏州拓跋氏“彝”字辈是“思”字辈的孙辈，李彝昌应是李思谏的孙子。